# Raberón
En silvicultura se llama raberón a la porción superior del tronco de los árboles, que queda después de cortada la parte que se destina a madera u otros usos, considerándose por tanto como copa, con las ramas que la acompañan y que, en general, por su escuadría, nudos numerosos y mala conformación, no suele emplearse más que para leña o carbón.
También se la llama cogula en la Sierra de Guadarrama y en otras partes punta, si bien esta segunda acepción puede confundirse con la que ordinariamente tiene o sea la extremidad de menor diámetro de una pieza de madera labrada.
La longitud del raberón es muy difícil de fijar, pues depende ante todo de la conformación del tronco y edad de cada árbol, según su especie; por otra parte es la resultante del despiezo industrial del tronco y puede ser muy variable según las circunstancias económicas, valor de la leña o usos especiales a que pueda destinarse. En los árboles viejos y sobre todo en las especies frondosas (robles, encinas, etc), puede decirse no existe, como ocurre en todo árbol cuyo tronco se bifurca o subdivide en un número cualquiera de ramas gruesas a una altura más o menos grande; lo mismo pasa en las resinosas cuando viven en poca espesura, pierden su yema terminal y se ramifican, hecho muy frecuente por ejemplo en los pinos piñonero y carrasco, donde puede apreciarse perfectamente la copa y no existe, en cambio, raberón propiamente dicho.